# Джованні Саварезе
Джованні Саварезе (ісп. Giovanni Savarese, нар. 14 липня 1971, Каракас) — венесуельський футболіст італійського походження, що грав на позиції нападника, зокрема за низку клубів півночноамериканської MLS, а також за національну збірну Венесуели. По завершенні ігрової кар'єри — тренер.

## Клубна кар'єра
Народився в Каракасі в родині вихідців з Італії і 1987 року почав грати за команду місцевої італійської діаспори «Депортіво Італія», за яку провів 13 матчів і забив 7 голів. 
1990 року перебрався до США, вступивши до Університету Лонг-Айленда, в якому також грав за університетську футбольну команду. 1994 року розпочав професійну футбольну кар'єру, приєднавшись до місцевої команди «Лонг-Айленд Раф Райдерс», а за два роки став гравцем «Нью-Йорк Ред Буллз» з елітної північноамериканської ліги MLS. У цій команді протягом трьох сезонів був основним гравцем атакувальної ланки команди і одним із її головних бомбардирів, маючи середню результативність на рівні 0,48 гола за гру першості.
Наприкінці 1990-х грав на батьківщині за «Каракас» та «Депортіво Тачира», а також захищав кольори ще одного представника MLS,  «Нью-Інгленд Революшн».
2000 року спробував продовжити кар'єру на історичній батьківщині батьків, в Італії, приєднавшись до «Перуджі», утім провів лише декілька ігор в оренді за нижчоліговий «Вітербезе» і повернувся до Америки.
Того ж 2000 року провів 4 гри за «Сан-Хосе Ерзквейкс», звідки був оренднований британським «Свонсі Сіті». Наступного року провів одну гру за «Міллволл». 
Згодом грав на батьківщині за «Депортіво Італчакао», в італійському нижчоліговому «Торресі» та в «Лонг-Айленд Раф Райдерс», виступами за який і завершив ігрову кар'єру 2004 року.

## Виступи за збірну
1996 року дебютував в офіційних матчах у складі національної збірної Венесуели.
Загалом протягом кар'єри в національній команді, яка тривала 6 років, провів у її формі 23 матчі, забивши 4 голи.

## Кар'єра тренера
Завершивши ігрову кар'єру, залишився у США, де почав працювати тренером на юнацькому рівні. 2010 року очолив академію клубу «Нью-Йорк Космос», а наприкінці 2012 року був переведений на посаду головного тренера його основної команди, з якою працював до 2017 року.
Згодом у 2017–2023 роках тренував «Портланд Тімберс», представника елітної північноамериканської ліги MLS.